# Chrzanów (gromada)
Chrzanów – dawna gromada, czyli najmniejsza jednostka podziału terytorialnego Polskiej Rzeczypospolitej Ludowej w latach 1954–1972.
Gromady, z gromadzkimi radami narodowymi (GRN) jako organami władzy najniższego stopnia na wsi, funkcjonowały od reformy reorganizującej administrację wiejską przeprowadzonej jesienią 1954 do momentu ich zniesienia z dniem 1 stycznia 1973, tym samym wypierając organizację gminną w latach 1954–1972.
Gromadę Chrzanów z siedzibą GRN w Chrzanowie utworzono – jako jedną z 8759 gromad na obszarze Polski – w powiecie kraśnickim w woj. lubelskim na mocy uchwały nr 10 WRN w Lublinie z dnia 5 października 1954. W skład jednostki weszły obszary dotychczasowych gromad Chrzanów I, Chrzanów II, Chrzanów III i Chrzanów IV (bez przysiółka Dalekowice) ze zniesionej gminy Chrzanów w tymże powiecie. Dla gromady ustalono 27 członków gromadzkiej rady narodowej.
1 stycznia 1956 gromada weszła w skład reaktywowanego powiatu janowskiego w tymże województwie.
29 lutego 1956 z gromady Chrzanów wyłączono kolonię Chrzanów, włączając ją do gromady Łada w tymże powiecie.
1 stycznia 1958 do gromady Chrzanów włączono wieś Otrocz i kolonię Otrocz ze zniesionej gromady Tokary w powiecie krasnostawskim w tymże województwie. 
1 stycznia 1962 do gromady Chrzanów włączono obszar zniesionej gromady Łada w tymże powiecie.
Gromada przetrwała do końca 1972 roku, czyli do kolejnej reformy gminnej. 1 stycznia 1973 – tym razem w powiecie janowskim – reaktywowano gminę Chrzanów.